# 나라별 수교 현황/아시아/남아시아
이 문서는 남아시아에 위치하는 국가들의 수교 현황이다. 남아시아에 위치한 국가 간의 연계 강화를 위해 세운 기구, 남아시아 지역 협력 연합(SAARC) 회원국인 인도, 파키스탄, 방글라데시, 스리랑카, 네팔, 아프가니스탄, 몰디브, 부탄을 다루었다. 이때, 지리적 특징에 따라 인도, 방글라데시, 네팔, 부탄의 인도 반도 동부권과 파키스탄, 아프가니스탄의 인도 반도 서부권, 그리고 스리랑카, 몰디브의 도서권으로 나누어 다루었다. 이 문서는 수교 여부뿐만 아니라, 외교 공관(재외공관, 외국공관) 설치 및 존재 여부도 설명하고 있으며, 표와 지도로 제시했다.

## 수교 및 외교 공관 현황

### 인도 반도 동부권
| 국가                   | 인도      | 인도          | 인도               | 방글라데시 | 방글라데시    | 방글라데시         | 네팔      | 네팔          | 네팔               | 부탄      | 부탄          | 부탄               |
| 국가                   | 수교 여부 | 재외공관 여부 | 재내 외국공관 여부 | 수교 여부  | 재외공관 여부 | 재내 외국공관 여부 | 수교 여부 | 재외공관 여부 | 재내 외국공관 여부 | 수교 여부 | 재외공관 여부 | 재내 외국공관 여부 |
| ---------------------- | --------- | ------------- | ------------------ | ---------- | ------------- | ------------------ | --------- | ------------- | ------------------ | --------- | ------------- | ------------------ |
| 가나                   | 수교      | 설치          | 있음               | 수교       | 미설치        | 없음               | 수교      | 미설치        | 없음               | 미수교    | 미설치        | 없음               |
| 가봉                   | 수교      | 설치          | 있음               | 수교       | 미설치        | 없음               | 수교      | 미설치        | 없음               | 미수교    | 미설치        | 없음               |
| 가이아나               | 수교      | 설치          | 있음               | 수교       | 미설치        | 없음               | 수교      | 미설치        | 없음               | 미수교    | 미설치        | 없음               |
| 감비아                 | 수교      | 미설치        | 있음               | 수교       | 미설치        | 없음               | 수교      | 미설치        | 없음               | 미수교    | 미설치        | 없음               |
| 과테말라               | 수교      | 설치          | 있음               | 수교       | 미설치        | 없음               | 수교      | 미설치        | 없음               | 미수교    | 미설치        | 없음               |
| 그레나다               | 수교      | 미설치        | 없음               | 미수교     | 미설치        | 없음               | 미수교    | 미설치        | 없음               | 미수교    | 미설치        | 없음               |
| 그리스                 | 수교      | 설치          | 있음               | 수교       | 설치          | 없음               | 수교      | 미설치        | 없음               | 미수교    | 미설치        | 없음               |
| 기니                   | 수교      | 설치          | 있음               | 수교       | 미설치        | 없음               | 수교      | 미설치        | 없음               | 미수교    | 미설치        | 없음               |
| 기니비사우             | 수교      | 미설치        | 없음               | 수교       | 미설치        | 없음               | 미수교    | 미설치        | 없음               | 미수교    | 미설치        | 없음               |
| 나미비아               | 수교      | 설치          | 있음               | 수교       | 미설치        | 없음               | 미수교    | 미설치        | 없음               | 미수교    | 미설치        | 없음               |
| 나우루                 | 수교      | 미설치        | 있음               | 미수교     | 미설치        | 없음               | 수교      | 미설치        | 없음               | 미수교    | 미설치        | 없음               |
| 나이지리아             | 수교      | 설치          | 있음               | 수교       | 설치          | 없음               | 수교      | 미설치        | 없음               | 미수교    | 미설치        | 없음               |
| 남수단                 | 수교      | 설치          | 있음               | 수교       | 미설치        | 없음               | 수교      | 미설치        | 없음               | 미수교    | 미설치        | 없음               |
| 남아프리카 공화국      | 수교      | 설치          | 있음               | 수교       | 설치          | 없음               | 수교      | 설치          | 없음               | 미수교    | 미설치        | 없음               |
| 네덜란드               | 수교      | 설치          | 있음               | 수교       | 설치          | 있음               | 수교      | 미설치        | 없음               | 수교      | 미설치        | 없음               |
| 네팔                   | 수교      | 설치          | 있음               | 수교       | 설치          | 있음               | 당국      | 당국          | 당국               | 수교      | 미설치        | 없음               |
| 노르웨이               | 수교      | 설치          | 있음               | 수교       | 미설치        | 있음               | 수교      | 미설치        | 있음               | 수교      | 미설치        | 없음               |
| 뉴질랜드               | 수교      | 설치          | 있음               | 수교       | 미설치        | 없음               | 수교      | 미설치        | 없음               | 미수교    | 미설치        | 없음               |
| 니우에                 | 수교      | 미설치        | 없음               | 미수교     | 미설치        | 없음               | 미수교    | 미설치        | 없음               | 미수교    | 미설치        | 없음               |
| 니제르                 | 수교      | 설치          | 있음               | 수교       | 미설치        | 없음               | 수교      | 미설치        | 없음               | 미수교    | 미설치        | 없음               |
| 니카라과               | 수교      | 미설치        | 없음               | 수교       | 미설치        | 없음               | 수교      | 미설치        | 없음               | 미수교    | 미설치        | 없음               |
| 대한민국               | 수교      | 설치          | 있음               | 수교       | 설치          | 있음               | 수교      | 설치          | 있음               | 수교      | 미설치        | 없음               |
| 덴마크                 | 수교      | 설치          | 있음               | 수교       | 설치          | 있음               | 수교      | 설치          | 없음               | 수교      | 미설치        | 없음               |
| 도미니카 공화국        | 수교      | 설치          | 있음               | 수교       | 미설치        | 없음               | 수교      | 미설치        | 없음               | 미수교    | 미설치        | 없음               |
| 도미니카 연방          | 수교      | 미설치        | 없음               | 수교       | 미설치        | 없음               | 수교      | 미설치        | 없음               | 미수교    | 미설치        | 없음               |
| 독일                   | 수교      | 설치          | 있음               | 수교       | 설치          | 있음               | 수교      | 설치          | 있음               | 수교      | 미설치        | 없음               |
| 동티모르               | 수교      | 설치          | 있음               | 수교       | 미설치        | 없음               | 수교      | 미설치        | 없음               | 미수교    | 미설치        | 없음               |
| 라오스                 | 수교      | 설치          | 있음               | 수교       | 미설치        | 없음               | 수교      | 미설치        | 없음               | 미수교    | 미설치        | 없음               |
| 라이베리아             | 수교      | 설치          | 없음               | 수교       | 미설치        | 없음               | 수교      | 미설치        | 없음               | 미수교    | 미설치        | 없음               |
| 라트비아               | 수교      | 설치          | 있음               | 수교       | 미설치        | 없음               | 수교      | 미설치        | 없음               | 미수교    | 미설치        | 없음               |
| 러시아                 | 수교      | 설치          | 있음               | 수교       | 설치          | 있음               | 수교      | 설치          | 있음               | 미수교    | 미설치        | 없음               |
| 레바논                 | 수교      | 설치          | 있음               | 수교       | 설치          | 없음               | 수교      | 미설치        | 없음               | 미수교    | 미설치        | 없음               |
| 레소토                 | 수교      | 미설치        | 있음               | 수교       | 미설치        | 없음               | 수교      | 미설치        | 없음               | 수교      | 미설치        | 없음               |
| 루마니아               | 수교      | 설치          | 있음               | 수교       | 설치          | 없음               | 수교      | 미설치        | 없음               | 미수교    | 미설치        | 없음               |
| 룩셈부르크             | 수교      | 미설치        | 있음               | 수교       | 미설치        | 없음               | 수교      | 미설치        | 없음               | 수교      | 미설치        | 없음               |
| 르완다                 | 수교      | 설치          | 있음               | 수교       | 미설치        | 없음               | 수교      | 미설치        | 없음               | 미수교    | 미설치        | 없음               |
| 리비아                 | 수교      | 설치          | 있음               | 수교       | 설치          | 있음               | 수교      | 미설치        | 없음               | 미수교    | 미설치        | 없음               |
| 리투아니아             | 수교      | 설치          | 있음               | 수교       | 미설치        | 없음               | 수교      | 미설치        | 없음               | 미수교    | 미설치        | 없음               |
| 리히텐슈타인           | 수교      | 미설치        | 없음               | 미수교     | 미설치        | 없음               | 수교      | 미설치        | 없음               | 미수교    | 미설치        | 없음               |
| 마다가스카르           | 수교      | 설치          | 있음               | 수교       | 미설치        | 없음               | 수교      | 미설치        | 없음               | 미수교    | 미설치        | 없음               |
| 마셜 제도              | 수교      | 미설치        | 없음               | 미수교     | 미설치        | 없음               | 수교      | 미설치        | 없음               | 미수교    | 미설치        | 없음               |
| 말라위                 | 수교      | 설치          | 있음               | 수교       | 미설치        | 없음               | 수교      | 미설치        | 없음               | 미수교    | 미설치        | 없음               |
| 말레이시아             | 수교      | 설치          | 있음               | 수교       | 설치          | 있음               | 수교      | 설치          | 있음               | 미수교    | 미설치        | 없음               |
| 말리                   | 수교      | 설치          | 있음               | 수교       | 미설치        | 없음               | 수교      | 미설치        | 없음               | 미수교    | 미설치        | 없음               |
| 멕시코                 | 수교      | 설치          | 있음               | 수교       | 설치          | 없음               | 수교      | 미설치        | 없음               | 미수교    | 미설치        | 없음               |
| 모나코                 | 수교      | 미설치        | 없음               | 수교       | 미설치        | 없음               | 수교      | 미설치        | 없음               | 미수교    | 미설치        | 없음               |
| 모로코                 | 수교      | 설치          | 있음               | 수교       | 설치          | 있음               | 수교      | 미설치        | 없음               | 수교      | 미설치        | 없음               |
| 모리셔스               | 수교      | 설치          | 있음               | 수교       | 설치          | 없음               | 수교      | 미설치        | 없음               | 수교      | 미설치        | 없음               |
| 모리타니               | 수교      | 설치          | 없음               | 수교       | 미설치        | 없음               | 수교      | 미설치        | 없음               | 미수교    | 미설치        | 없음               |
| 모잠비크               | 수교      | 설치          | 있음               | 수교       | 미설치        | 없음               | 수교      | 미설치        | 없음               | 미수교    | 미설치        | 없음               |
| 몬테네그로             | 수교      | 미설치        | 없음               | 수교       | 미설치        | 없음               | 수교      | 미설치        | 없음               | 미수교    | 미설치        | 없음               |
| 몰도바                 | 수교      | 미설치        | 있음               | 수교       | 미설치        | 없음               | 수교      | 미설치        | 없음               | 미수교    | 미설치        | 없음               |
| 몰디브                 | 수교      | 설치          | 있음               | 수교       | 설치          | 있음               | 수교      | 미설치        | 없음               | 수교      | 미설치        | 없음               |
| 몰타                   | 수교      | 설치          | 있음               | 수교       | 미설치        | 없음               | 수교      | 미설치        | 없음               | 미수교    | 미설치        | 없음               |
| 몽골                   | 수교      | 설치          | 있음               | 수교       | 미설치        | 없음               | 수교      | 미설치        | 없음               | 수교      | 미설치        | 없음               |
| 미국                   | 수교      | 설치          | 있음               | 수교       | 설치          | 없음               | 수교      | 설치          | 있음               | 미수교    | 미설치        | 없음               |
| 미얀마                 | 수교      | 설치          | 있음               | 수교       | 설치          | 있음               | 수교      | 설치          | 있음               | 수교      | 미설치        | 없음               |
| 미크로네시아 연방      | 수교      | 미설치        | 없음               | 미수교     | 미설치        | 없음               | 미수교    | 미설치        | 없음               | 미수교    | 미설치        | 없음               |
| 바누아투               | 수교      | 미설치        | 없음               | 수교       | 미설치        | 없음               | 수교      | 미설치        | 없음               | 미수교    | 미설치        | 없음               |
| 바레인                 | 수교      | 설치          | 있음               | 수교       | 설치          | 없음               | 수교      | 설치          | 없음               | 수교      | 미설치        | 없음               |
| 바베이도스             | 수교      | 미설치        | 없음               | 수교       | 미설치        | 없음               | 수교      | 미설치        | 없음               | 미수교    | 미설치        | 없음               |
| 바티칸 시국            | 수교      | 미설치        | 있음               | 수교       | 미설치        | 있음               | 수교      | 미설치        | 없음               | 미수교    | 미설치        | 없음               |
| 바하마                 | 수교      | 미설치        | 없음               | 수교       | 미설치        | 없음               | 수교      | 미설치        | 없음               | 미수교    | 미설치        | 없음               |
| 방글라데시             | 수교      | 설치          | 있음               | 당국       | 당국          | 당국               | 수교      | 설치          | 있음               | 수교      | 설치          | 있음               |
| 베냉                   | 수교      | 미설치        | 있음               | 수교       | 미설치        | 없음               | 수교      | 미설치        | 없음               | 미수교    | 미설치        | 없음               |
| 베네수엘라             | 수교      | 설치          | 있음               | 수교       | 미설치        | 없음               | 수교      | 미설치        | 없음               | 미수교    | 미설치        | 없음               |
| 베트남                 | 수교      | 설치          | 있음               | 수교       | 설치          | 있음               | 수교      | 설치          | 없음               | 수교      | 미설치        | 없음               |
| 벨기에                 | 수교      | 설치          | 있음               | 수교       | 설치          | 없음               | 수교      | 설치          | 없음               | 수교      | 설치          | 없음               |
| 벨라루스               | 수교      | 설치          | 있음               | 수교       | 미설치        | 없음               | 수교      | 미설치        | 없음               | 미수교    | 미설치        | 없음               |
| 벨리즈                 | 수교      | 미설치        | 없음               | 수교       | 미설치        | 없음               | 수교      | 미설치        | 없음               | 미수교    | 미설치        | 없음               |
| 보스니아 헤르체고비나  | 수교      | 미설치        | 있음               | 수교       | 미설치        | 없음               | 수교      | 미설치        | 없음               | 미수교    | 미설치        | 없음               |
| 보츠와나               | 수교      | 설치          | 있음               | 수교       | 미설치        | 없음               | 수교      | 미설치        | 없음               | 미수교    | 미설치        | 없음               |
| 볼리비아               | 수교      | 설치          | 있음               | 수교       | 미설치        | 없음               | 수교      | 미설치        | 없음               | 미수교    | 미설치        | 없음               |
| 부룬디                 | 수교      | 미설치        | 있음               | 수교       | 미설치        | 없음               | 수교      | 미설치        | 없음               | 미수교    | 미설치        | 없음               |
| 부르키나파소           | 수교      | 설치          | 있음               | 수교       | 미설치        | 없음               | 수교      | 미설치        | 없음               | 미수교    | 미설치        | 없음               |
| 부탄                   | 수교      | 설치          | 있음               | 수교       | 설치          | 있음               | 수교      | 미설치        | 없음               | 당국      | 당국          | 당국               |
| 북마케도니아           | 수교      | 미설치        | 있음               | 수교       | 미설치        | 없음               | 수교      | 미설치        | 없음               | 미수교    | 미설치        | 없음               |
| 불가리아               | 수교      | 설치          | 있음               | 수교       | 미설치        | 없음               | 수교      | 미설치        | 없음               | 미수교    | 미설치        | 없음               |
| 브라질                 | 수교      | 설치          | 있음               | 수교       | 설치          | 있음               | 수교      | 설치          | 있음               | 수교      | 미설치        | 없음               |
| 브루나이               | 수교      | 설치          | 있음               | 수교       | 설치          | 있음               | 수교      | 미설치        | 없음               | 미수교    | 미설치        | 없음               |
| 사모아                 | 수교      | 미설치        | 없음               | 수교       | 미설치        | 없음               | 수교      | 미설치        | 없음               | 미수교    | 미설치        | 없음               |
| 사우디아라비아         | 수교      | 설치          | 있음               | 수교       | 설치          | 있음               | 수교      | 설치          | 있음               | 수교      | 미설치        | 없음               |
| 산마리노               | 수교      | 미설치        | 없음               | 수교       | 미설치        | 없음               | 수교      | 미설치        | 없음               | 미수교    | 미설치        | 없음               |
| 상투메 프린시페        | 수교      | 설치          | 없음               | 미수교     | 미설치        | 없음               | 미수교    | 미설치        | 없음               | 미수교    | 미설치        | 없음               |
| 세네갈                 | 수교      | 설치          | 있음               | 수교       | 미설치        | 없음               | 미수교    | 미설치        | 없음               | 미수교    | 미설치        | 없음               |
| 세르비아               | 수교      | 설치          | 있음               | 수교       | 미설치        | 없음               | 수교      | 미설치        | 없음               | 수교      | 미설치        | 없음               |
| 세이셸                 | 수교      | 설치          | 있음               | 수교       | 미설치        | 없음               | 수교      | 미설치        | 없음               | 미수교    | 미설치        | 없음               |
| 세인트루시아           | 수교      | 미설치        | 없음               | 수교       | 미설치        | 없음               | 수교      | 미설치        | 없음               | 미수교    | 미설치        | 없음               |
| 세인트빈센트 그레나딘  | 수교      | 미설치        | 없음               | 미수교     | 미설치        | 없음               | 수교      | 미설치        | 없음               | 미수교    | 미설치        | 없음               |
| 세인트키츠 네비스      | 수교      | 미설치        | 없음               | 수교       | 미설치        | 없음               | 수교      | 미설치        | 없음               | 미수교    | 미설치        | 없음               |
| 소말리아               | 수교      | 미설치        | 있음               | 수교       | 미설치        | 없음               | 수교      | 미설치        | 없음               | 미수교    | 미설치        | 없음               |
| 솔로몬 제도            | 수교      | 미설치        | 있음               | 미수교     | 미설치        | 없음               | 수교      | 미설치        | 없음               | 미수교    | 미설치        | 없음               |
| 수단                   | 수교      | 설치          | 있음               | 수교       | 미설치        | 없음               | 수교      | 미설치        | 없음               | 미수교    | 미설치        | 없음               |
| 수리남                 | 수교      | 설치          | 있음               | 수교       | 미설치        | 없음               | 수교      | 미설치        | 없음               | 미수교    | 미설치        | 없음               |
| 스리랑카               | 수교      | 설치          | 있음               | 수교       | 설치          | 있음               | 수교      | 설치          | 있음               | 수교      | 미설치        | 없음               |
| 스웨덴                 | 수교      | 설치          | 있음               | 수교       | 설치          | 있음               | 수교      | 미설치        | 없음               | 수교      | 미설치        | 없음               |
| 스위스                 | 수교      | 설치          | 있음               | 수교       | 미설치        | 있음               | 수교      | 미설치        | 있음               | 수교      | 미설치        | 없음               |
| 스페인                 | 수교      | 설치          | 있음               | 수교       | 설치          | 있음               | 수교      | 설치          | 없음               | 수교      | 미설치        | 없음               |
| 슬로바키아             | 수교      | 설치          | 있음               | 수교       | 미설치        | 없음               | 수교      | 미설치        | 없음               | 수교      | 미설치        | 없음               |
| 슬로베니아             | 수교      | 설치          | 있음               | 수교       | 미설치        | 없음               | 수교      | 미설치        | 없음               | 수교      | 미설치        | 없음               |
| 시리아                 | 수교      | 설치          | 있음               | 수교       | 미설치        | 없음               | 수교      | 미설치        | 없음               | 미수교    | 미설치        | 없음               |
| 시에라리온             | 수교      | 설치          | 없음               | 수교       | 미설치        | 없음               | 수교      | 미설치        | 없음               | 미수교    | 미설치        | 없음               |
| 싱가포르               | 수교      | 설치          | 있음               | 수교       | 설치          | 있음               | 수교      | 미설치        | 없음               | 수교      | 미설치        | 없음               |
| 아랍에미리트           | 수교      | 설치          | 있음               | 수교       | 설치          | 있음               | 수교      | 설치          | 있음               | 수교      | 미설치        | 없음               |
| 아르메니아             | 수교      | 설치          | 있음               | 수교       | 미설치        | 없음               | 수교      | 미설치        | 없음               | 수교      | 미설치        | 없음               |
| 아르헨티나             | 수교      | 설치          | 있음               | 수교       | 미설치        | 있음               | 수교      | 미설치        | 없음               | 수교      | 미설치        | 없음               |
| 아이슬란드             | 수교      | 설치          | 있음               | 수교       | 미설치        | 없음               | 수교      | 미설치        | 없음               | 미수교    | 미설치        | 없음               |
| 아이티                 | 수교      | 미설치        | 없음               | 수교       | 미설치        | 없음               | 수교      | 미설치        | 없음               | 수교      | 미설치        | 없음               |
| 아일랜드               | 수교      | 설치          | 있음               | 수교       | 미설치        | 없음               | 수교      | 미설치        | 없음               | 미수교    | 미설치        | 없음               |
| 아제르바이잔           | 수교      | 설치          | 있음               | 수교       | 미설치        | 없음               | 수교      | 미설치        | 없음               | 수교      | 미설치        | 없음               |
| 아프가니스탄           | 수교      | 설치          | 없음               | 수교       | 미설치        | 있음               | 수교      | 미설치        | 없음               | 수교      | 미설치        | 없음               |
| 안도라                 | 수교      | 미설치        | 없음               | 수교       | 미설치        | 없음               | 수교      | 미설치        | 없음               | 미수교    | 미설치        | 없음               |
| 알바니아               | 수교      | 설치          | 없음               | 수교       | 미설치        | 없음               | 수교      | 미설치        | 없음               | 미수교    | 미설치        | 없음               |
| 알제리                 | 수교      | 설치          | 있음               | 수교       | 설치          | 있음               | 수교      | 미설치        | 없음               | 미수교    | 미설치        | 없음               |
| 앙골라                 | 수교      | 설치          | 있음               | 수교       | 미설치        | 없음               | 수교      | 미설치        | 없음               | 미수교    | 미설치        | 없음               |
| 앤티가 바부다          | 수교      | 미설치        | 없음               | 미수교     | 미설치        | 없음               | 수교      | 미설치        | 없음               | 미수교    | 미설치        | 없음               |
| 에리트레아             | 수교      | 설치          | 있음               | 미수교     | 미설치        | 없음               | 수교      | 미설치        | 없음               | 미수교    | 미설치        | 없음               |
| 에스와티니             | 수교      | 설치          | 없음               | 수교       | 미설치        | 없음               | 수교      | 미설치        | 없음               | 수교      | 미설치        | 없음               |
| 에스토니아             | 수교      | 설치          | 있음               | 수교       | 미설치        | 없음               | 수교      | 미설치        | 없음               | 미수교    | 미설치        | 없음               |
| 에콰도르               | 수교      | 미설치        | 있음               | 수교       | 미설치        | 없음               | 수교      | 미설치        | 없음               | 미수교    | 미설치        | 없음               |
| 에티오피아             | 수교      | 설치          | 있음               | 수교       | 설치          | 없음               | 수교      | 미설치        | 없음               | 미수교    | 미설치        | 없음               |
| 엘살바도르             | 수교      | 미설치        | 있음               | 수교       | 미설치        | 없음               | 수교      | 미설치        | 없음               | 미수교    | 미설치        | 없음               |
| 영국                   | 수교      | 설치          | 있음               | 수교       | 설치          | 있음               | 수교      | 설치          | 있음               | 미수교    | 미설치        | 없음               |
| 예멘                   | 수교      | 미설치        | 있음               | 수교       | 미설치        | 없음               | 수교      | 미설치        | 없음               | 미수교    | 미설치        | 없음               |
| 오만                   | 수교      | 설치          | 있음               | 수교       | 설치          | 있음               | 수교      | 설치          | 없음               | 수교      | 미설치        | 없음               |
| 오스트레일리아         | 수교      | 설치          | 있음               | 수교       | 설치          | 있음               | 수교      | 설치          | 있음               | 수교      | 설치          | 없음               |
| 오스트리아             | 수교      | 설치          | 있음               | 수교       | 설치          | 없음               | 수교      | 설치          | 없음               | 수교      | 미설치        | 없음               |
| 온두라스               | 수교      | 미설치        | 있음               | 수교       | 미설치        | 없음               | 수교      | 미설치        | 없음               | 미수교    | 미설치        | 없음               |
| 요르단                 | 수교      | 설치          | 있음               | 수교       | 설치          | 없음               | 수교      | 미설치        | 없음               | 미수교    | 미설치        | 없음               |
| 우간다                 | 수교      | 설치          | 있음               | 수교       | 미설치        | 없음               | 수교      | 미설치        | 없음               | 미수교    | 미설치        | 없음               |
| 우루과이               | 수교      | 미설치        | 있음               | 수교       | 미설치        | 없음               | 수교      | 미설치        | 없음               | 미수교    | 미설치        | 없음               |
| 우즈베키스탄           | 수교      | 설치          | 있음               | 수교       | 설치          | 없음               | 수교      | 미설치        | 없음               | 미수교    | 미설치        | 없음               |
| 우크라이나             | 수교      | 설치          | 있음               | 수교       | 미설치        | 없음               | 수교      | 미설치        | 없음               | 미수교    | 미설치        | 없음               |
| 이라크                 | 수교      | 설치          | 있음               | 수교       | 설치          | 있음               | 수교      | 미설치        | 없음               | 미수교    | 미설치        | 없음               |
| 이란                   | 수교      | 설치          | 있음               | 수교       | 설치          | 있음               | 수교      | 미설치        | 없음               | 미수교    | 미설치        | 없음               |
| 이스라엘               | 수교      | 설치          | 있음               | 미승인     | 미승인        | 미승인             | 수교      | 설치          | 있음               | 수교      | 미설치        | 없음               |
| 이집트                 | 수교      | 설치          | 있음               | 수교       | 설치          | 있음               | 수교      | 설치          | 있음               | 수교      | 미설치        | 없음               |
| 이탈리아               | 수교      | 설치          | 있음               | 수교       | 설치          | 있음               | 수교      | 미설치        | 없음               | 미수교    | 미설치        | 없음               |
| 인도                   | 당국      | 당국          | 당국               | 수교       | 설치          | 있음               | 수교      | 설치          | 있음               | 수교      | 설치          | 있음               |
| 인도네시아             | 수교      | 설치          | 있음               | 수교       | 설치          | 있음               | 수교      | 미설치        | 없음               | 수교      | 미설치        | 없음               |
| 일본                   | 수교      | 설치          | 있음               | 수교       | 설치          | 있음               | 수교      | 설치          | 있음               | 수교      | 미설치        | 없음               |
| 자메이카               | 수교      | 설치          | 있음               | 수교       | 미설치        | 없음               | 수교      | 미설치        | 없음               | 미수교    | 미설치        | 없음               |
| 잠비아                 | 수교      | 설치          | 있음               | 수교       | 미설치        | 없음               | 수교      | 미설치        | 없음               | 미수교    | 미설치        | 없음               |
| 적도 기니              | 수교      | 설치          | 있음               | 수교       | 미설치        | 없음               | 수교      | 미설치        | 없음               | 미수교    | 미설치        | 없음               |
| 조선민주주의인민공화국 | 수교      | 설치          | 있음               | 수교       | 미설치        | 없음               | 수교      | 미설치        | 없음               | 미수교    | 미설치        | 없음               |
| 조지아                 | 수교      | 설치          | 있음               | 수교       | 미설치        | 없음               | 수교      | 미설치        | 없음               | 미수교    | 미설치        | 없음               |
| 중국                   | 수교      | 설치          | 있음               | 수교       | 미설치        | 있음               | 수교      | 설치          | 있음               | 미수교    | 미설치        | 없음               |
| 중앙아프리카 공화국    | 수교      | 미설치        | 없음               | 미수교     | 미설치        | 없음               | 미수교    | 미설치        | 없음               | 미수교    | 미설치        | 없음               |
| 지부티                 | 수교      | 설치          | 있음               | 수교       | 미설치        | 없음               | 수교      | 미설치        | 없음               | 미수교    | 미설치        | 없음               |
| 짐바브웨               | 수교      | 설치          | 있음               | 수교       | 미설치        | 없음               | 수교      | 미설치        | 없음               | 미수교    | 미설치        | 없음               |
| 차드                   | 수교      | 설치          | 있음               | 미수교     | 미설치        | 없음               | 미수교    | 미설치        | 없음               | 미수교    | 미설치        | 없음               |
| 체코                   | 수교      | 설치          | 있음               | 수교       | 미설치        | 없음               | 수교      | 미설치        | 없음               | 수교      | 미설치        | 없음               |
| 칠레                   | 수교      | 설치          | 있음               | 수교       | 미설치        | 없음               | 수교      | 미설치        | 없음               | 미수교    | 미설치        | 없음               |
| 카메룬                 | 수교      | 설치          | 있음               | 수교       | 미설치        | 없음               | 수교      | 미설치        | 없음               | 미수교    | 미설치        | 없음               |
| 카보베르데             | 수교      | 설치          | 없음               | 수교       | 미설치        | 없음               | 수교      | 미설치        | 없음               | 미수교    | 미설치        | 없음               |
| 카자흐스탄             | 수교      | 설치          | 있음               | 수교       | 미설치        | 없음               | 수교      | 미설치        | 없음               | 수교      | 미설치        | 없음               |
| 카타르                 | 수교      | 설치          | 있음               | 수교       | 설치          | 있음               | 수교      | 설치          | 있음               | 미수교    | 미설치        | 없음               |
| 캄보디아               | 수교      | 설치          | 있음               | 수교       | 설치          | 없음               | 수교      | 미설치        | 없음               | 미수교    | 미설치        | 없음               |
| 캐나다                 | 수교      | 설치          | 있음               | 수교       | 설치          | 있음               | 수교      | 설치          | 없음               | 수교      | 미설치        | 없음               |
| 케냐                   | 수교      | 설치          | 있음               | 수교       | 설치          | 없음               | 수교      | 미설치        | 없음               | 미수교    | 미설치        | 없음               |
| 코모로                 | 수교      | 미설치        | 없음               | 수교       | 미설치        | 없음               | 미수교    | 미설치        | 없음               | 미수교    | 미설치        | 없음               |
| 코스타리카             | 수교      | 미설치        | 있음               | 수교       | 미설치        | 없음               | 수교      | 미설치        | 없음               | 수교      | 미설치        | 없음               |
| 코트디부아르           | 수교      | 설치          | 있음               | 수교       | 미설치        | 없음               | 수교      | 미설치        | 없음               | 미수교    | 미설치        | 없음               |
| 콜롬비아               | 수교      | 설치          | 있음               | 수교       | 미설치        | 없음               | 수교      | 미설치        | 없음               | 수교      | 미설치        | 없음               |
| 콩고 공화국            | 수교      | 설치          | 있음               | 수교       | 미설치        | 없음               | 미수교    | 미설치        | 없음               | 미수교    | 미설치        | 없음               |
| 콩고 민주 공화국       | 수교      | 설치          | 있음               | 수교       | 미설치        | 없음               | 수교      | 미설치        | 없음               | 미수교    | 미설치        | 없음               |
| 쿠바                   | 수교      | 설치          | 있음               | 수교       | 미설치        | 없음               | 수교      | 미설치        | 없음               | 수교      | 미설치        | 없음               |
| 쿠웨이트               | 수교      | 설치          | 있음               | 수교       | 설치          | 있음               | 수교      | 설치          | 없음               | 수교      | 설치          | 있음               |
| 쿡 제도                | 수교      | 미설치        | 없음               | 수교       | 미설치        | 없음               | 미수교    | 미설치        | 없음               | 미수교    | 미설치        | 없음               |
| 크로아티아             | 수교      | 설치          | 있음               | 수교       | 미설치        | 없음               | 수교      | 미설치        | 없음               | 미수교    | 미설치        | 없음               |
| 키르기스스탄           | 수교      | 설치          | 있음               | 수교       | 미설치        | 없음               | 수교      | 미설치        | 없음               | 미수교    | 미설치        | 없음               |
| 키리바시               | 수교      | 미설치        | 없음               | 수교       | 미설치        | 없음               | 수교      | 미설치        | 없음               | 미수교    | 미설치        | 없음               |
| 키프로스               | 수교      | 설치          | 있음               | 수교       | 미설치        | 없음               | 수교      | 미설치        | 없음               | 미수교    | 미설치        | 없음               |
| 타지키스탄             | 수교      | 설치          | 있음               | 수교       | 미설치        | 없음               | 수교      | 미설치        | 없음               | 수교      | 미설치        | 없음               |
| 탄자니아               | 수교      | 설치          | 있음               | 수교       | 미설치        | 없음               | 수교      | 미설치        | 없음               | 미수교    | 미설치        | 없음               |
| 태국                   | 수교      | 설치          | 있음               | 수교       | 설치          | 있음               | 수교      | 미설치        | 있음               | 수교      | 설치          | 없음               |
| 토고                   | 수교      | 설치          | 있음               | 미수교     | 미설치        | 없음               | 수교      | 미설치        | 없음               | 미수교    | 미설치        | 없음               |
| 통가                   | 수교      | 미설치        | 없음               | 미수교     | 미설치        | 없음               | 수교      | 미설치        | 없음               | 미수교    | 미설치        | 없음               |
| 투르크메니스탄         | 수교      | 설치          | 있음               | 수교       | 미설치        | 없음               | 수교      | 미설치        | 없음               | 미수교    | 미설치        | 없음               |
| 투발루                 | 수교      | 미설치        | 없음               | 수교       | 미설치        | 없음               | 수교      | 미설치        | 없음               | 미수교    | 미설치        | 없음               |
| 튀니지                 | 수교      | 설치          | 있음               | 수교       | 미설치        | 없음               | 수교      | 미설치        | 없음               | 미수교    | 미설치        | 없음               |
| 튀르키예               | 수교      | 설치          | 있음               | 수교       | 설치          | 있음               | 수교      | 미설치        | 없음               | 수교      | 미설치        | 없음               |
| 트리니다드 토바고      | 수교      | 설치          | 있음               | 수교       | 미설치        | 없음               | 수교      | 미설치        | 없음               | 미수교    | 미설치        | 없음               |
| 파나마                 | 수교      | 설치          | 있음               | 수교       | 미설치        | 없음               | 수교      | 미설치        | 없음               | 미수교    | 미설치        | 없음               |
| 파라과이               | 수교      | 설치          | 있음               | 수교       | 미설치        | 없음               | 수교      | 미설치        | 없음               | 미수교    | 미설치        | 없음               |
| 파키스탄               | 수교      | 설치          | 있음               | 수교       | 설치          | 있음               | 수교      | 설치          | 있음               | 수교      | 미설치        | 없음               |
| 파푸아뉴기니           | 수교      | 설치          | 있음               | 수교       | 미설치        | 없음               | 수교      | 미설치        | 없음               | 미수교    | 미설치        | 없음               |
| 팔라우                 | 수교      | 미설치        | 없음               | 수교       | 미설치        | 없음               | 수교      | 미설치        | 없음               | 미수교    | 미설치        | 없음               |
| 팔레스타인             | 수교      | 설치          | 있음               | 수교       | 미설치        | 있음               | 미수교    | 미설치        | 없음               | 미수교    | 미설치        | 없음               |
| 페루                   | 수교      | 설치          | 있음               | 수교       | 미설치        | 없음               | 수교      | 미설치        | 없음               | 미수교    | 미설치        | 없음               |
| 포르투갈               | 수교      | 설치          | 있음               | 수교       | 설치          | 없음               | 수교      | 설치          | 없음               | 미수교    | 미설치        | 없음               |
| 폴란드                 | 수교      | 설치          | 있음               | 수교       | 설치          | 없음               | 수교      | 미설치        | 없음               | 수교      | 미설치        | 없음               |
| 프랑스                 | 수교      | 설치          | 있음               | 수교       | 설치          | 있음               | 수교      | 설치          | 있음               | 미수교    | 미설치        | 없음               |
| 피지                   | 수교      | 설치          | 있음               | 수교       | 미설치        | 없음               | 수교      | 미설치        | 없음               | 수교      | 미설치        | 없음               |
| 핀란드                 | 수교      | 설치          | 있음               | 수교       | 미설치        | 없음               | 수교      | 미설치        | 있음               | 수교      | 미설치        | 없음               |
| 필리핀                 | 수교      | 설치          | 있음               | 수교       | 설치          | 있음               | 수교      | 미설치        | 없음               | 미수교    | 미설치        | 없음               |
| 헝가리                 | 수교      | 설치          | 있음               | 수교       | 미설치        | 없음               | 수교      | 미설치        | 없음               | 미수교    | 미설치        | 없음               |
| 승인국                 | 196개국   | 149개국       | 159개국            | 180개국    | 58개국        | 48개국             | 183개국   | 32개국        | 25개국             | 56개국    | 6개국         | 3개국              |
| 미승인국               | 0         | 0             | 0                  | 1          | 0             | 1                  | 0         | 0             | 0                  | 0         | 0             | 0                  |
| 총계                   | 196개국   | 149개국       | 159개국            | 181개국    | 58개국        | 49개국             | 183개국   | 32개국        | 25개국             | 56개국    | 6개국         | 3개국              |

| 국가                   | 파키스탄  | 파키스탄      | 파키스탄           | 아프가니스탄 | 아프가니스탄  | 아프가니스탄       |
| 국가                   | 수교 여부 | 재외공관 여부 | 재내 외국공관 여부 | 수교 여부    | 재외공관 여부 | 재내 외국공관 여부 |
| ---------------------- | --------- | ------------- | ------------------ | ------------ | ------------- | ------------------ |
| 가나                   | 수교      | 설치          | 없음               | 수교         | 미설치        | 없음               |
| 가봉                   | 수교      | 미설치        | 없음               | 미수교       | 미설치        | 없음               |
| 가이아나               | 수교      | 미설치        | 없음               | 미수교       | 미설치        | 없음               |
| 감비아                 | 수교      | 미설치        | 없음               | 미수교       | 미설치        | 없음               |
| 과테말라               | 수교      | 미설치        | 없음               | 미수교       | 미설치        | 없음               |
| 그레나다               | 수교      | 미설치        | 없음               | 수교         | 미설치        | 없음               |
| 그리스                 | 수교      | 설치          | 있음               | 수교         | 설치          | 없음               |
| 기니                   | 수교      | 미설치        | 없음               | 미수교       | 미설치        | 없음               |
| 기니비사우             | 수교      | 미설치        | 없음               | 미수교       | 미설치        | 없음               |
| 나미비아               | 수교      | 미설치        | 없음               | 수교         | 미설치        | 없음               |
| 나우루                 | 미수교    | 미설치        | 없음               | 미수교       | 미설치        | 없음               |
| 나이지리아             | 수교      | 설치          | 있음               | 수교         | 미설치        | 없음               |
| 남수단                 | 수교      | 미설치        | 없음               | 미수교       | 미설치        | 없음               |
| 남아프리카 공화국      | 수교      | 설치          | 있음               | 수교         | 미설치        | 없음               |
| 네덜란드               | 수교      | 설치          | 있음               | 수교         | 설치          | 없음               |
| 네팔                   | 수교      | 설치          | 있음               | 수교         | 미설치        | 없음               |
| 노르웨이               | 수교      | 설치          | 있음               | 수교         | 설치          | 없음               |
| 뉴질랜드               | 수교      | 설치          | 없음               | 수교         | 미설치        | 없음               |
| 니우에                 | 미수교    | 미설치        | 없음               | 미수교       | 미설치        | 없음               |
| 니제르                 | 수교      | 설치          | 없음               | 미수교       | 미설치        | 없음               |
| 니카라과               | 수교      | 미설치        | 없음               | 수교         | 미설치        | 없음               |
| 대한민국               | 수교      | 설치          | 있음               | 수교         | 설치          | 없음               |
| 덴마크                 | 수교      | 설치          | 있음               | 수교         | 미설치        | 없음               |
| 도미니카 공화국        | 수교      | 미설치        | 없음               | 수교         | 미설치        | 없음               |
| 도미니카 연방          | 수교      | 미설치        | 없음               | 수교         | 미설치        | 없음               |
| 독일                   | 수교      | 설치          | 있음               | 수교         | 설치          | 없음               |
| 동티모르               | 수교      | 미설치        | 없음               | 미수교       | 미설치        | 없음               |
| 라오스                 | 수교      | 미설치        | 없음               | 수교         | 미설치        | 없음               |
| 라이베리아             | 수교      | 미설치        | 없음               | 미수교       | 미설치        | 없음               |
| 라트비아               | 수교      | 미설치        | 없음               | 수교         | 미설치        | 없음               |
| 러시아                 | 수교      | 설치          | 있음               | 수교         | 설치          | 있음               |
| 레바논                 | 수교      | 설치          | 있음               | 수교         | 미설치        | 없음               |
| 레소토                 | 수교      | 미설치        | 없음               | 미수교       | 미설치        | 없음               |
| 루마니아               | 수교      | 설치          | 있음               | 수교         | 미설치        | 없음               |
| 룩셈부르크             | 수교      | 미설치        | 없음               | 수교         | 미설치        | 없음               |
| 르완다                 | 수교      | 설치          | 있음               | 미수교       | 미설치        | 없음               |
| 리비아                 | 수교      | 설치          | 있음               | 수교         | 미설치        | 없음               |
| 리투아니아             | 수교      | 미설치        | 없음               | 수교         | 미설치        | 없음               |
| 리히텐슈타인           | 수교      | 미설치        | 없음               | 수교         | 미설치        | 없음               |
| 마다가스카르           | 수교      | 미설치        | 없음               | 미수교       | 미설치        | 없음               |
| 마셜 제도              | 수교      | 미설치        | 없음               | 미수교       | 미설치        | 없음               |
| 말라위                 | 수교      | 미설치        | 없음               | 미수교       | 미설치        | 없음               |
| 말레이시아             | 수교      | 설치          | 있음               | 수교         | 설치          | 없음               |
| 말리                   | 수교      | 미설치        | 없음               | 미수교       | 미설치        | 없음               |
| 멕시코                 | 수교      | 설치          | 없음               | 수교         | 미설치        | 없음               |
| 모나코                 | 수교      | 미설치        | 없음               | 수교         | 미설치        | 없음               |
| 모로코                 | 수교      | 설치          | 있음               | 수교         | 미설치        | 없음               |
| 모리셔스               | 수교      | 설치          | 있음               | 미수교       | 미설치        | 없음               |
| 모리타니               | 수교      | 미설치        | 없음               | 수교         | 미설치        | 없음               |
| 모잠비크               | 수교      | 미설치        | 없음               | 수교         | 미설치        | 없음               |
| 몬테네그로             | 수교      | 미설치        | 없음               | 수교         | 미설치        | 없음               |
| 몰도바                 | 수교      | 미설치        | 없음               | 수교         | 미설치        | 없음               |
| 몰디브                 | 수교      | 설치          | 있음               | 수교         | 미설치        | 없음               |
| 몰타                   | 수교      | 미설치        | 없음               | 수교         | 미설치        | 없음               |
| 몽골                   | 수교      | 미설치        | 없음               | 수교         | 미설치        | 없음               |
| 미국                   | 수교      | 설치          | 있음               | 수교         | 미설치        | 없음               |
| 미얀마                 | 수교      | 설치          | 있음               | 수교         | 미설치        | 없음               |
| 미크로네시아 연방      | 미수교    | 미설치        | 없음               | 미수교       | 미설치        | 없음               |
| 바누아투               | 수교      | 미설치        | 없음               | 미수교       | 미설치        | 없음               |
| 바레인                 | 수교      | 설치          | 있음               | 수교         | 미설치        | 없음               |
| 바베이도스             | 미수교    | 미설치        | 없음               | 미수교       | 미설치        | 없음               |
| 바티칸 시국            | 수교      | 미설치        | 있음               | 미수교       | 미설치        | 없음               |
| 바하마                 | 수교      | 미설치        | 없음               | 미수교       | 미설치        | 없음               |
| 방글라데시             | 수교      | 설치          | 있음               | 수교         | 설치          | 없음               |
| 베냉                   | 수교      | 미설치        | 없음               | 수교         | 미설치        | 없음               |
| 베네수엘라             | 수교      | 미설치        | 없음               | 수교         | 미설치        | 없음               |
| 베트남                 | 수교      | 설치          | 있음               | 수교         | 미설치        | 없음               |
| 벨기에                 | 수교      | 설치          | 있음               | 수교         | 설치          | 없음               |
| 벨라루스               | 수교      | 설치          | 있음               | 수교         | 미설치        | 없음               |
| 벨리즈                 | 수교      | 미설치        | 없음               | 미수교       | 미설치        | 없음               |
| 보스니아 헤르체고비나  | 수교      | 설치          | 있음               | 수교         | 미설치        | 없음               |
| 보츠와나               | 수교      | 미설치        | 없음               | 미수교       | 미설치        | 없음               |
| 볼리비아               | 수교      | 미설치        | 없음               | 미수교       | 미설치        | 없음               |
| 부룬디                 | 수교      | 미설치        | 없음               | 미수교       | 미설치        | 없음               |
| 부르키나파소           | 수교      | 미설치        | 없음               | 미수교       | 미설치        | 없음               |
| 부탄                   | 수교      | 미설치        | 없음               | 수교         | 미설치        | 없음               |
| 북마케도니아           | 수교      | 미설치        | 없음               | 수교         | 미설치        | 없음               |
| 불가리아               | 수교      | 설치          | 있음               | 수교         | 설치          | 없음               |
| 브라질                 | 수교      | 설치          | 있음               | 수교         | 미설치        | 없음               |
| 브루나이               | 수교      | 설치          | 있음               | 수교         | 미설치        | 없음               |
| 사모아                 | 수교      | 미설치        | 없음               | 미수교       | 미설치        | 없음               |
| 사우디아라비아         | 수교      | 설치          | 있음               | 수교         | 설치          | 있음               |
| 산마리노               | 수교      | 미설치        | 없음               | 미수교       | 미설치        | 없음               |
| 상투메 프린시페        | 수교      | 미설치        | 없음               | 미수교       | 미설치        | 없음               |
| 세네갈                 | 수교      | 설치          | 없음               | 수교         | 미설치        | 없음               |
| 세르비아               | 수교      | 설치          | 없음               | 수교         | 미설치        | 없음               |
| 세이셸                 | 수교      | 미설치        | 없음               | 수교         | 미설치        | 없음               |
| 세인트루시아           | 수교      | 미설치        | 없음               | 미수교       | 미설치        | 없음               |
| 세인트빈센트 그레나딘  | 수교      | 미설치        | 없음               | 미수교       | 미설치        | 없음               |
| 세인트키츠 네비스      | 수교      | 미설치        | 없음               | 미수교       | 미설치        | 없음               |
| 소말리아               | 수교      | 미설치        | 있음               | 미수교       | 미설치        | 없음               |
| 솔로몬 제도            | 수교      | 미설치        | 없음               | 미수교       | 미설치        | 없음               |
| 수단                   | 수교      | 설치          | 있음               | 수교         | 미설치        | 없음               |
| 수리남                 | 수교      | 미설치        | 없음               | 미수교       | 미설치        | 없음               |
| 스리랑카               | 수교      | 설치          | 있음               | 수교         | 미설치        | 없음               |
| 스웨덴                 | 수교      | 설치          | 있음               | 수교         | 설치          | 없음               |
| 스위스                 | 수교      | 설치          | 있음               | 수교         | 설치          | 없음               |
| 스페인                 | 수교      | 설치          | 있음               | 수교         | 설치          | 없음               |
| 슬로바키아             | 수교      | 미설치        | 없음               | 수교         | 미설치        | 없음               |
| 슬로베니아             | 수교      | 미설치        | 없음               | 수교         | 미설치        | 없음               |
| 시리아                 | 수교      | 설치          | 있음               | 수교         | 설치          | 없음               |
| 시에라리온             | 수교      | 미설치        | 없음               | 미수교       | 미설치        | 없음               |
| 싱가포르               | 수교      | 설치          | 없음               | 수교         | 미설치        | 없음               |
| 아랍에미리트           | 수교      | 설치          | 있음               | 수교         | 설치          | 있음               |
| 아르메니아             | 미승인    | 미승인        | 미승인             | 수교         | 미설치        | 없음               |
| 아르헨티나             | 수교      | 설치          | 있음               | 수교         | 미설치        | 없음               |
| 아이슬란드             | 수교      | 미설치        | 없음               | 수교         | 미설치        | 없음               |
| 아이티                 | 수교      | 미설치        | 없음               | 미수교       | 미설치        | 없음               |
| 아일랜드               | 수교      | 설치          | 있음               | 수교         | 미설치        | 없음               |
| 아제르바이잔           | 수교      | 설치          | 있음               | 수교         | 설치          | 있음               |
| 아프가니스탄           | 수교      | 설치          | 있음               | 당국         | 당국          | 당국               |
| 안도라                 | 수교      | 미설치        | 없음               | 수교         | 미설치        | 없음               |
| 알바니아               | 수교      | 미설치        | 없음               | 수교         | 미설치        | 없음               |
| 알제리                 | 수교      | 설치          | 있음               | 수교         | 미설치        | 없음               |
| 앙골라                 | 수교      | 미설치        | 없음               | 미수교       | 미설치        | 없음               |
| 앤티가 바부다          | 수교      | 미설치        | 없음               | 미수교       | 미설치        | 없음               |
| 에리트레아             | 수교      | 미설치        | 있음               | 미수교       | 미설치        | 없음               |
| 에스와티니             | 수교      | 미설치        | 없음               | 미수교       | 미설치        | 없음               |
| 에스토니아             | 수교      | 미설치        | 없음               | 수교         | 미설치        | 없음               |
| 에콰도르               | 수교      | 미설치        | 없음               | 수교         | 미설치        | 없음               |
| 에티오피아             | 수교      | 설치          | 있음               | 수교         | 미설치        | 없음               |
| 엘살바도르             | 수교      | 미설치        | 없음               | 미수교       | 미설치        | 없음               |
| 영국                   | 수교      | 설치          | 있음               | 수교         | 미설치        | 없음               |
| 예멘                   | 수교      | 미설치        | 있음               | 수교         | 미설치        | 없음               |
| 오만                   | 수교      | 설치          | 있음               | 수교         | 설치          | 없음               |
| 오스트레일리아         | 수교      | 설치          | 있음               | 수교         | 설치          | 없음               |
| 오스트리아             | 수교      | 설치          | 있음               | 수교         | 설치          | 없음               |
| 온두라스               | 수교      | 미설치        | 없음               | 미수교       | 미설치        | 없음               |
| 요르단                 | 수교      | 설치          | 있음               | 수교         | 설치          | 없음               |
| 우간다                 | 수교      | 설치          | 없음               | 미수교       | 미설치        | 없음               |
| 우루과이               | 수교      | 미설치        | 없음               | 수교         | 미설치        | 없음               |
| 우즈베키스탄           | 수교      | 설치          | 있음               | 수교         | 설치          | 있음               |
| 우크라이나             | 수교      | 설치          | 있음               | 수교         | 설치          | 없음               |
| 이라크                 | 수교      | 설치          | 있음               | 수교         | 설치          | 없음               |
| 이란                   | 수교      | 설치          | 있음               | 수교         | 설치          | 있음               |
| 이스라엘               | 미승인    | 미승인        | 미승인             | 미승인       | 미승인        | 미승인             |
| 이집트                 | 수교      | 설치          | 있음               | 수교         | 설치          | 없음               |
| 이탈리아               | 수교      | 설치          | 있음               | 수교         | 설치          | 없음               |
| 인도                   | 수교      | 설치          | 있음               | 수교         | 미설치        | 있음               |
| 인도네시아             | 수교      | 설치          | 있음               | 수교         | 설치          | 있음               |
| 일본                   | 수교      | 설치          | 있음               | 수교         | 설치          | 있음               |
| 자메이카               | 수교      | 미설치        | 없음               | 미수교       | 미설치        | 없음               |
| 잠비아                 | 수교      | 미설치        | 없음               | 수교         | 미설치        | 없음               |
| 적도 기니              | 수교      | 미설치        | 없음               | 미수교       | 미설치        | 없음               |
| 조선민주주의인민공화국 | 수교      | 설치          | 있음               | 수교         | 미설치        | 없음               |
| 조지아                 | 수교      | 미설치        | 없음               | 수교         | 미설치        | 없음               |
| 중국                   | 수교      | 설치          | 있음               | 수교         | 설치          | 있음               |
| 중앙아프리카 공화국    | 수교      | 미설치        | 없음               | 미수교       | 미설치        | 없음               |
| 지부티                 | 수교      | 미설치        | 없음               | 미수교       | 미설치        | 없음               |
| 짐바브웨               | 수교      | 설치          | 없음               | 수교         | 미설치        | 없음               |
| 차드                   | 수교      | 미설치        | 없음               | 미수교       | 미설치        | 없음               |
| 체코                   | 수교      | 설치          | 있음               | 수교         | 설치          | 없음               |
| 칠레                   | 수교      | 미설치        | 없음               | 수교         | 미설치        | 없음               |
| 카메룬                 | 수교      | 미설치        | 없음               | 미수교       | 미설치        | 없음               |
| 카보베르데             | 수교      | 미설치        | 없음               | 미수교       | 미설치        | 없음               |
| 카자흐스탄             | 수교      | 설치          | 있음               | 수교         | 설치          | 있음               |
| 카타르                 | 수교      | 설치          | 있음               | 수교         | 설치          | 있음               |
| 캄보디아               | 수교      | 설치          | 없음               | 수교         | 미설치        | 없음               |
| 캐나다                 | 수교      | 설치          | 있음               | 수교         | 설치          | 없음               |
| 케냐                   | 수교      | 설치          | 있음               | 미수교       | 미설치        | 없음               |
| 코모로                 | 수교      | 미설치        | 없음               | 미수교       | 미설치        | 없음               |
| 코스타리카             | 수교      | 미설치        | 없음               | 미수교       | 미설치        | 없음               |
| 코트디부아르           | 수교      | 설치          | 없음               | 미수교       | 미설치        | 없음               |
| 콜롬비아               | 수교      | 미설치        | 없음               | 수교         | 미설치        | 없음               |
| 콩고 공화국            | 수교      | 미설치        | 없음               | 미수교       | 미설치        | 없음               |
| 콩고 민주 공화국       | 수교      | 미설치        | 없음               | 미수교       | 미설치        | 없음               |
| 쿠바                   | 수교      | 설치          | 있음               | 수교         | 미설치        | 없음               |
| 쿠웨이트               | 수교      | 설치          | 있음               | 수교         | 설치          | 없음               |
| 쿡 제도                | 미수교    | 미설치        | 없음               | 미수교       | 미설치        | 없음               |
| 크로아티아             | 수교      | 미설치        | 없음               | 수교         | 미설치        | 없음               |
| 키르기스스탄           | 수교      | 설치          | 있음               | 수교         | 설치          | 있음               |
| 키리바시               | 수교      | 미설치        | 없음               | 미수교       | 미설치        | 없음               |
| 키프로스               | 수교      | 미설치        | 없음               | 수교         | 미설치        | 없음               |
| 타지키스탄             | 수교      | 설치          | 있음               | 수교         | 설치          | 있음               |
| 탄자니아               | 수교      | 설치          | 없음               | 미수교       | 미설치        | 없음               |
| 태국                   | 수교      | 설치          | 있음               | 수교         | 미설치        | 없음               |
| 토고                   | 수교      | 미설치        | 없음               | 수교         | 미설치        | 없음               |
| 통가                   | 수교      | 미설치        | 없음               | 미수교       | 미설치        | 없음               |
| 투르크메니스탄         | 수교      | 설치          | 있음               | 수교         | 설치          | 있음               |
| 투발루                 | 수교      | 미설치        | 없음               | 미수교       | 미설치        | 없음               |
| 튀니지                 | 수교      | 설치          | 있음               | 수교         | 미설치        | 없음               |
| 튀르키예               | 수교      | 설치          | 있음               | 수교         | 설치          | 있음               |
| 트리니다드 토바고      | 수교      | 미설치        | 없음               | 미수교       | 미설치        | 없음               |
| 파나마                 | 수교      | 미설치        | 없음               | 수교         | 미설치        | 없음               |
| 파라과이               | 수교      | 미설치        | 없음               | 미수교       | 미설치        | 없음               |
| 파키스탄               | 당국      | 당국          | 당국               | 수교         | 설치          | 있음               |
| 파푸아뉴기니           | 수교      | 미설치        | 없음               | 미수교       | 미설치        | 없음               |
| 팔라우                 | 수교      | 미설치        | 없음               | 미수교       | 미설치        | 없음               |
| 팔레스타인             | 수교      | 미설치        | 있음               | 수교         | 미설치        | 없음               |
| 페루                   | 수교      | 미설치        | 없음               | 수교         | 미설치        | 없음               |
| 포르투갈               | 수교      | 설치          | 있음               | 수교         | 미설치        | 없음               |
| 폴란드                 | 수교      | 설치          | 있음               | 수교         | 설치          | 없음               |
| 프랑스                 | 수교      | 설치          | 있음               | 수교         | 설치          | 없음               |
| 피지                   | 수교      | 미설치        | 없음               | 수교         | 미설치        | 없음               |
| 핀란드                 | 수교      | 미설치        | 있음               | 수교         | 미설치        | 없음               |
| 필리핀                 | 수교      | 설치          | 있음               | 수교         | 미설치        | 없음               |
| 헝가리                 | 수교      | 설치          | 있음               | 수교         | 미설치        | 없음               |
| 승인국                 | 189개국   | 90개국        | 83개국             | 126개국      | 42개국        | 17개국             |
| 미승인국               | 1         | 0             | 0                  | 2            | 0             | 0                  |
| 총계                   | 190개국   | 90개국        | 83개국             | 128개국      | 42개국        | 17개국             |

| 국가                   | 스리랑카  | 스리랑카      | 스리랑카           | 몰디브    | 몰디브        | 몰디브             |
| 국가                   | 수교 여부 | 재외공관 여부 | 재내 외국공관 여부 | 수교 여부 | 재외공관 여부 | 재내 외국공관 여부 |
| ---------------------- | --------- | ------------- | ------------------ | --------- | ------------- | ------------------ |
| 가나                   | 수교      | 미설치        | 없음               | 수교      | 미설치        | 없음               |
| 가봉                   | 수교      | 미설치        | 없음               | 수교      | 미설치        | 없음               |
| 가이아나               | 수교      | 미설치        | 없음               | 수교      | 미설치        | 없음               |
| 감비아                 | 수교      | 미설치        | 없음               | 수교      | 미설치        | 없음               |
| 과테말라               | 수교      | 미설치        | 없음               | 수교      | 미설치        | 없음               |
| 그레나다               | 수교      | 미설치        | 없음               | 수교      | 미설치        | 없음               |
| 그리스                 | 수교      | 미설치        | 없음               | 수교      | 미설치        | 없음               |
| 기니                   | 수교      | 미설치        | 없음               | 수교      | 미설치        | 없음               |
| 기니비사우             | 수교      | 미설치        | 없음               | 수교      | 미설치        | 없음               |
| 나미비아               | 수교      | 미설치        | 없음               | 수교      | 미설치        | 없음               |
| 나우루                 | 미수교    | 미설치        | 없음               | 수교      | 미설치        | 없음               |
| 나이지리아             | 수교      | 미설치        | 없음               | 수교      | 미설치        | 없음               |
| 남수단                 | 수교      | 미설치        | 없음               | 수교      | 미설치        | 없음               |
| 남아프리카 공화국      | 수교      | 설치          | 있음               | 수교      | 미설치        | 없음               |
| 네덜란드               | 수교      | 설치          | 있음               | 수교      | 미설치        | 없음               |
| 네팔                   | 수교      | 설치          | 있음               | 수교      | 미설치        | 없음               |
| 노르웨이               | 수교      | 미설치        | 없음               | 수교      | 미설치        | 없음               |
| 뉴질랜드               | 수교      | 설치          | 있음               | 수교      | 미설치        | 없음               |
| 니우에                 | 미수교    | 미설치        | 없음               | 미수교    | 미설치        | 없음               |
| 니제르                 | 미수교    | 미설치        | 없음               | 미수교    | 미설치        | 없음               |
| 니카라과               | 수교      | 미설치        | 없음               | 수교      | 미설치        | 없음               |
| 대한민국               | 수교      | 설치          | 있음               | 수교      | 미설치        | 없음               |
| 덴마크                 | 수교      | 미설치        | 없음               | 수교      | 미설치        | 없음               |
| 도미니카 공화국        | 수교      | 미설치        | 없음               | 수교      | 미설치        | 없음               |
| 도미니카 연방          | 수교      | 미설치        | 없음               | 수교      | 미설치        | 없음               |
| 독일                   | 수교      | 설치          | 있음               | 수교      | 설치          | 없음               |
| 동티모르               | 수교      | 미설치        | 없음               | 수교      | 미설치        | 없음               |
| 라오스                 | 수교      | 미설치        | 없음               | 수교      | 미설치        | 없음               |
| 라이베리아             | 수교      | 미설치        | 없음               | 미수교    | 미설치        | 없음               |
| 라트비아               | 수교      | 미설치        | 없음               | 수교      | 미설치        | 없음               |
| 러시아                 | 수교      | 설치          | 있음               | 수교      | 미설치        | 없음               |
| 레바논                 | 수교      | 설치          | 없음               | 수교      | 미설치        | 없음               |
| 레소토                 | 수교      | 미설치        | 없음               | 수교      | 미설치        | 없음               |
| 루마니아               | 수교      | 설치          | 있음               | 수교      | 미설치        | 없음               |
| 룩셈부르크             | 수교      | 미설치        | 없음               | 수교      | 미설치        | 없음               |
| 르완다                 | 수교      | 미설치        | 없음               | 수교      | 미설치        | 없음               |
| 리비아                 | 수교      | 미설치        | 있음               | 수교      | 미설치        | 없음               |
| 리투아니아             | 수교      | 미설치        | 없음               | 수교      | 미설치        | 없음               |
| 리히텐슈타인           | 수교      | 미설치        | 없음               | 수교      | 미설치        | 없음               |
| 마다가스카르           | 수교      | 미설치        | 없음               | 미수교    | 미설치        | 없음               |
| 마셜 제도              | 미수교    | 미설치        | 없음               | 수교      | 미설치        | 없음               |
| 말라위                 | 수교      | 미설치        | 없음               | 수교      | 미설치        | 없음               |
| 말레이시아             | 수교      | 설치          | 있음               | 수교      | 설치          | 없음               |
| 말리                   | 수교      | 미설치        | 없음               | 수교      | 미설치        | 없음               |
| 멕시코                 | 수교      | 미설치        | 없음               | 수교      | 미설치        | 없음               |
| 모나코                 | 수교      | 미설치        | 없음               | 수교      | 미설치        | 없음               |
| 모로코                 | 수교      | 미설치        | 없음               | 수교      | 미설치        | 없음               |
| 모리셔스               | 수교      | 미설치        | 없음               | 수교      | 미설치        | 없음               |
| 모리타니               | 수교      | 미설치        | 없음               | 수교      | 미설치        | 없음               |
| 모잠비크               | 수교      | 미설치        | 없음               | 수교      | 미설치        | 없음               |
| 몬테네그로             | 수교      | 미설치        | 없음               | 수교      | 미설치        | 없음               |
| 몰도바                 | 수교      | 미설치        | 없음               | 수교      | 미설치        | 없음               |
| 몰디브                 | 수교      | 설치          | 있음               | 당국      | 당국          | 당국               |
| 몰타                   | 수교      | 미설치        | 없음               | 수교      | 미설치        | 없음               |
| 몽골                   | 수교      | 미설치        | 없음               | 수교      | 미설치        | 없음               |
| 미국                   | 수교      | 설치          | 있음               | 수교      | 설치          | 있음               |
| 미얀마                 | 수교      | 설치          | 있음               | 수교      | 미설치        | 없음               |
| 미크로네시아 연방      | 미수교    | 미설치        | 없음               | 수교      | 미설치        | 없음               |
| 바누아투               | 수교      | 미설치        | 없음               | 수교      | 미설치        | 없음               |
| 바레인                 | 수교      | 설치          | 없음               | 수교      | 미설치        | 없음               |
| 바베이도스             | 수교      | 미설치        | 없음               | 수교      | 미설치        | 없음               |
| 바티칸 시국            | 수교      | 미설치        | 있음               | 미수교    | 미설치        | 없음               |
| 바하마                 | 수교      | 미설치        | 없음               | 수교      | 미설치        | 없음               |
| 방글라데시             | 수교      | 설치          | 있음               | 수교      | 설치          | 있음               |
| 베냉                   | 수교      | 미설치        | 없음               | 수교      | 미설치        | 없음               |
| 베네수엘라             | 수교      | 미설치        | 없음               | 수교      | 미설치        | 없음               |
| 베트남                 | 수교      | 설치          | 있음               | 수교      | 미설치        | 없음               |
| 벨기에                 | 수교      | 설치          | 없음               | 수교      | 설치          | 없음               |
| 벨라루스               | 수교      | 미설치        | 없음               | 수교      | 미설치        | 없음               |
| 벨리즈                 | 미수교    | 미설치        | 없음               | 수교      | 미설치        | 없음               |
| 보스니아 헤르체고비나  | 수교      | 미설치        | 없음               | 수교      | 미설치        | 없음               |
| 보츠와나               | 수교      | 미설치        | 없음               | 수교      | 미설치        | 없음               |
| 볼리비아               | 수교      | 미설치        | 없음               | 수교      | 미설치        | 없음               |
| 부룬디                 | 수교      | 미설치        | 없음               | 수교      | 미설치        | 없음               |
| 부르키나파소           | 수교      | 미설치        | 없음               | 수교      | 미설치        | 없음               |
| 부탄                   | 수교      | 미설치        | 없음               | 수교      | 미설치        | 없음               |
| 북마케도니아           | 수교      | 미설치        | 없음               | 수교      | 미설치        | 없음               |
| 불가리아               | 수교      | 미설치        | 없음               | 수교      | 미설치        | 없음               |
| 브라질                 | 수교      | 설치          | 있음               | 수교      | 미설치        | 없음               |
| 브루나이               | 수교      | 미설치        | 없음               | 수교      | 미설치        | 없음               |
| 사모아                 | 수교      | 미설치        | 없음               | 수교      | 미설치        | 없음               |
| 사우디아라비아         | 수교      | 설치          | 있음               | 수교      | 설치          | 있음               |
| 산마리노               | 수교      | 미설치        | 없음               | 수교      | 미설치        | 없음               |
| 상투메 프린시페        | 미수교    | 미설치        | 없음               | 수교      | 미설치        | 없음               |
| 세네갈                 | 수교      | 미설치        | 없음               | 수교      | 미설치        | 없음               |
| 세르비아               | 수교      | 미설치        | 없음               | 수교      | 미설치        | 없음               |
| 세이셸                 | 수교      | 설치          | 없음               | 수교      | 미설치        | 없음               |
| 세인트루시아           | 수교      | 미설치        | 없음               | 수교      | 미설치        | 없음               |
| 세인트빈센트 그레나딘  | 수교      | 미설치        | 없음               | 수교      | 미설치        | 없음               |
| 세인트키츠 네비스      | 수교      | 미설치        | 없음               | 수교      | 미설치        | 없음               |
| 소말리아               | 수교      | 미설치        | 없음               | 수교      | 미설치        | 없음               |
| 솔로몬 제도            | 수교      | 미설치        | 없음               | 수교      | 미설치        | 없음               |
| 수단                   | 수교      | 미설치        | 없음               | 수교      | 미설치        | 없음               |
| 수리남                 | 수교      | 미설치        | 없음               | 수교      | 미설치        | 없음               |
| 스리랑카               | 당국      | 당국          | 당국               | 수교      | 설치          | 있음               |
| 스웨덴                 | 수교      | 설치          | 없음               | 수교      | 미설치        | 없음               |
| 스위스                 | 수교      | 설치          | 있음               | 수교      | 미설치        | 없음               |
| 스페인                 | 수교      | 미설치        | 없음               | 수교      | 미설치        | 없음               |
| 슬로바키아             | 수교      | 미설치        | 없음               | 수교      | 미설치        | 없음               |
| 슬로베니아             | 수교      | 미설치        | 없음               | 수교      | 미설치        | 없음               |
| 시리아                 | 수교      | 미설치        | 없음               | 수교      | 미설치        | 없음               |
| 시에라리온             | 수교      | 미설치        | 없음               | 수교      | 미설치        | 없음               |
| 싱가포르               | 수교      | 설치          | 없음               | 수교      | 설치          | 없음               |
| 아랍에미리트           | 수교      | 설치          | 있음               | 수교      | 설치          | 있음               |
| 아르메니아             | 수교      | 미설치        | 없음               | 수교      | 미설치        | 없음               |
| 아르헨티나             | 수교      | 미설치        | 없음               | 수교      | 미설치        | 없음               |
| 아이슬란드             | 수교      | 미설치        | 없음               | 수교      | 미설치        | 없음               |
| 아이티                 | 수교      | 미설치        | 없음               | 미수교    | 미설치        | 없음               |
| 아일랜드               | 수교      | 미설치        | 없음               | 수교      | 미설치        | 없음               |
| 아제르바이잔           | 수교      | 미설치        | 없음               | 수교      | 미설치        | 없음               |
| 아프가니스탄           | 수교      | 미설치        | 없음               | 수교      | 미설치        | 없음               |
| 안도라                 | 수교      | 미설치        | 없음               | 수교      | 미설치        | 없음               |
| 알바니아               | 수교      | 미설치        | 없음               | 수교      | 미설치        | 없음               |
| 알제리                 | 수교      | 미설치        | 없음               | 수교      | 미설치        | 없음               |
| 앙골라                 | 수교      | 미설치        | 없음               | 수교      | 미설치        | 없음               |
| 앤티가 바부다          | 미수교    | 미설치        | 없음               | 수교      | 미설치        | 없음               |
| 에리트레아             | 수교      | 미설치        | 없음               | 수교      | 미설치        | 없음               |
| 에스와티니             | 수교      | 미설치        | 없음               | 수교      | 미설치        | 없음               |
| 에스토니아             | 수교      | 미설치        | 없음               | 수교      | 미설치        | 없음               |
| 에콰도르               | 수교      | 미설치        | 없음               | 수교      | 미설치        | 없음               |
| 에티오피아             | 수교      | 설치          | 없음               | 수교      | 미설치        | 없음               |
| 엘살바도르             | 수교      | 미설치        | 없음               | 수교      | 미설치        | 없음               |
| 영국                   | 수교      | 설치          | 있음               | 수교      | 설치          | 있음               |
| 예멘                   | 수교      | 미설치        | 없음               | 수교      | 미설치        | 없음               |
| 오만                   | 수교      | 설치          | 없음               | 수교      | 미설치        | 없음               |
| 오스트레일리아         | 수교      | 설치          | 있음               | 수교      | 미설치        | 있음               |
| 오스트리아             | 수교      | 설치          | 없음               | 수교      | 미설치        | 없음               |
| 온두라스               | 수교      | 미설치        | 없음               | 수교      | 미설치        | 없음               |
| 요르단                 | 수교      | 설치          | 없음               | 수교      | 미설치        | 없음               |
| 우간다                 | 수교      | 미설치        | 없음               | 수교      | 미설치        | 없음               |
| 우루과이               | 수교      | 미설치        | 없음               | 수교      | 미설치        | 없음               |
| 우즈베키스탄           | 수교      | 미설치        | 없음               | 수교      | 미설치        | 없음               |
| 우크라이나             | 수교      | 미설치        | 없음               | 수교      | 미설치        | 없음               |
| 이라크                 | 수교      | 미설치        | 있음               | 수교      | 미설치        | 없음               |
| 이란                   | 수교      | 설치          | 있음               | 수교      | 미설치        | 없음               |
| 이스라엘               | 수교      | 설치          | 없음               | 미수교    | 미설치        | 없음               |
| 이집트                 | 수교      | 설치          | 있음               | 수교      | 미설치        | 없음               |
| 이탈리아               | 수교      | 설치          | 있음               | 수교      | 미설치        | 없음               |
| 인도                   | 수교      | 설치          | 있음               | 수교      | 설치          | 있음               |
| 인도네시아             | 수교      | 설치          | 있음               | 수교      | 미설치        | 없음               |
| 일본                   | 수교      | 설치          | 있음               | 수교      | 설치          | 있음               |
| 자메이카               | 수교      | 미설치        | 없음               | 수교      | 미설치        | 없음               |
| 잠비아                 | 수교      | 미설치        | 없음               | 수교      | 미설치        | 없음               |
| 적도 기니              | 수교      | 미설치        | 없음               | 수교      | 미설치        | 없음               |
| 조선민주주의인민공화국 | 수교      | 미설치        | 없음               | 수교      | 미설치        | 없음               |
| 조지아                 | 수교      | 미설치        | 없음               | 수교      | 미설치        | 없음               |
| 중국                   | 수교      | 설치          | 있음               | 수교      | 설치          | 있음               |
| 중앙아프리카 공화국    | 미수교    | 미설치        | 없음               | 수교      | 미설치        | 없음               |
| 지부티                 | 수교      | 미설치        | 없음               | 수교      | 미설치        | 없음               |
| 짐바브웨               | 수교      | 미설치        | 없음               | 수교      | 미설치        | 없음               |
| 차드                   | 미수교    | 미설치        | 없음               | 미수교    | 미설치        | 없음               |
| 체코                   | 수교      | 미설치        | 없음               | 수교      | 미설치        | 없음               |
| 칠레                   | 수교      | 미설치        | 없음               | 수교      | 미설치        | 없음               |
| 카메룬                 | 미수교    | 미설치        | 없음               | 미수교    | 미설치        | 없음               |
| 카보베르데             | 미수교    | 미설치        | 없음               | 수교      | 미설치        | 없음               |
| 카자흐스탄             | 수교      | 미설치        | 있음               | 수교      | 미설치        | 없음               |
| 카타르                 | 수교      | 설치          | 있음               | 수교      | 미설치        | 없음               |
| 캄보디아               | 수교      | 미설치        | 없음               | 수교      | 미설치        | 없음               |
| 캐나다                 | 수교      | 설치          | 있음               | 수교      | 미설치        | 없음               |
| 케냐                   | 수교      | 설치          | 없음               | 수교      | 미설치        | 없음               |
| 코모로                 | 미수교    | 미설치        | 없음               | 수교      | 미설치        | 없음               |
| 코스타리카             | 수교      | 미설치        | 없음               | 수교      | 미설치        | 없음               |
| 코트디부아르           | 수교      | 미설치        | 없음               | 수교      | 미설치        | 없음               |
| 콜롬비아               | 수교      | 미설치        | 없음               | 수교      | 미설치        | 없음               |
| 콩고 공화국            | 수교      | 미설치        | 없음               | 수교      | 미설치        | 없음               |
| 콩고 민주 공화국       | 수교      | 미설치        | 없음               | 미수교    | 미설치        | 없음               |
| 쿠바                   | 수교      | 설치          | 있음               | 수교      | 미설치        | 없음               |
| 쿠웨이트               | 수교      | 설치          | 있음               | 수교      | 미설치        | 없음               |
| 쿡 제도                | 미수교    | 미설치        | 없음               | 미수교    | 미설치        | 없음               |
| 크로아티아             | 수교      | 미설치        | 없음               | 수교      | 미설치        | 없음               |
| 키르기스스탄           | 수교      | 미설치        | 없음               | 수교      | 미설치        | 없음               |
| 키리바시               | 미수교    | 미설치        | 없음               | 수교      | 미설치        | 없음               |
| 키프로스               | 수교      | 미설치        | 없음               | 수교      | 미설치        | 없음               |
| 타지키스탄             | 수교      | 미설치        | 없음               | 수교      | 미설치        | 없음               |
| 탄자니아               | 수교      | 미설치        | 없음               | 수교      | 미설치        | 없음               |
| 태국                   | 수교      | 설치          | 있음               | 수교      | 설치          | 없음               |
| 토고                   | 수교      | 미설치        | 없음               | 수교      | 미설치        | 없음               |
| 통가                   | 수교      | 미설치        | 없음               | 수교      | 미설치        | 없음               |
| 투르크메니스탄         | 수교      | 미설치        | 없음               | 수교      | 미설치        | 없음               |
| 투발루                 | 수교      | 미설치        | 없음               | 수교      | 미설치        | 없음               |
| 튀니지                 | 수교      | 미설치        | 없음               | 수교      | 미설치        | 없음               |
| 튀르키예               | 수교      | 설치          | 있음               | 수교      | 설치          | 없음               |
| 트리니다드 토바고      | 수교      | 미설치        | 없음               | 수교      | 미설치        | 없음               |
| 파나마                 | 수교      | 미설치        | 없음               | 수교      | 미설치        | 없음               |
| 파라과이               | 수교      | 미설치        | 없음               | 수교      | 미설치        | 없음               |
| 파키스탄               | 수교      | 설치          | 있음               | 수교      | 설치          | 있음               |
| 파푸아뉴기니           | 수교      | 미설치        | 없음               | 수교      | 미설치        | 없음               |
| 팔라우                 | 미수교    | 미설치        | 없음               | 수교      | 미설치        | 없음               |
| 팔레스타인             | 수교      | 설치          | 있음               | 수교      | 미설치        | 없음               |
| 페루                   | 수교      | 미설치        | 없음               | 수교      | 미설치        | 없음               |
| 포르투갈               | 수교      | 미설치        | 없음               | 수교      | 미설치        | 없음               |
| 폴란드                 | 수교      | 설치          | 없음               | 수교      | 미설치        | 없음               |
| 프랑스                 | 수교      | 설치          | 있음               | 수교      | 미설치        | 없음               |
| 피지                   | 수교      | 미설치        | 없음               | 수교      | 미설치        | 없음               |
| 핀란드                 | 수교      | 미설치        | 없음               | 수교      | 미설치        | 없음               |
| 필리핀                 | 수교      | 설치          | 없음               | 수교      | 미설치        | 없음               |
| 헝가리                 | 수교      | 미설치        | 없음               | 수교      | 미설치        | 없음               |
| 승인국                 | 180개국   | 50개국        | 41개국             | 185개국   | 16개국        | 11개국             |
| 미승인국               | 0         | 0             | 0                  | 1         | 0             | 0                  |
| 총계                   | 180개국   | 50개국        | 41개국             | 186개국   | 16개국        | 11개국             |

## 지도 자료

### 인도
- 수교 현황
- 재외공관 설치 현황
- 외국공관 유무 현황

### 파키스탄
- 수교 현황
- 재외공관 설치 현황
- 외국공관 유무 현황

### 방글라데시
- 수교 현황
- 재외공관 설치 현황
- 외국공관 유무 현황

### 스리랑카
- 수교 현황
- 재외공관 설치 현황
- 외국공관 유무 현황

### 네팔
- 수교 현황
- 재외공관 설치 현황
- 외국공관 유무 현황

### 아프가니스탄
- 수교 현황
- 재외공관 설치 현황
- 외국공관 유무 현황

### 몰디브
- 수교 현황
- 재외공관 설치 현황
- 외국공관 유무 현황

### 부탄
- 수교 현황
- 재외공관 설치 현황
- 외국공관 유무 현황

## 같이 보기
- 나라별 수교 현황
  - 나라별 수교 현황/아시아
    - 나라별 수교 현황/아시아/동아시아
    - 나라별 수교 현황/아시아/동남아시아
    - 나라별 수교 현황/아시아/서아시아
    - 나라별 수교 현황/아시아/중앙아시아

  - 나라별 수교 현황/유럽
  - 나라별 수교 현황/아메리카
  - 나라별 수교 현황/아프리카
  - 나라별 수교 현황/오세아니아
- 나라별 외교 공관 목록